# 재양육
재양육은 한 종류의 정신 요법인데 거기서 의뢰인을 위한 새롭거나 대체적인 양육하는 사람의 역할을 치유자는 능동적으로 수행하는데, 좋지 않은, 심지어 학대하는, 양육에 의한 정신적 어려움을 치유하기 위해서 말이다. 기본 가정은 모든 정신적 아픔은 기본적으로 그런 양육에서 촉발한다는 것인데, 심지어 조현병과 양극성 불안조차 포함해서 말이다.

### 역사
1960년대 후반에, 재키 리 쉬프는 한 종류의 요법을 개발했는데 교류 분석 이론에 근거해서 말이다. 그녀는 이러한 형태의 요법을 전체 회귀 재양육이라고 이름 지었다. 쉬프와 그녀의 지지자들은 성공을 거두었고 그 성공은 재양육을 사용해서 조현병을 가진 환자를 치료한 것이었는데, 이것은 그것의 활용의 활성화로 이어졌다. 재양육에 대한 쉬프의 믿을만한 연구성과들은 다른 치료사들이 그들 자신만의 재양육 적용과 형태를 발전시키도록 촉발했다. 후에 생겨난 재양육의 다른 가장 중요한 형태들이 시간이 제한된, 부분적인, 그리고 스스로의 재양육을 포함한다. 몇몇 사람들은 재양육을 생각하는데 ‘새로운 시대New Age’ 정신 요법의 많은 형태들 중 하나라고 말이다. 

### 기제
교류 분석 이론에서 파생하여, 재양육은 문제들을 다루려고 하는데 좋지 않은 양육과 관련한 문제 말이다. 재양육 이론은 설명하는데 좋지 않은 양육에 기인한 정신적 문제들은 내담자의 성인 자아 상태를 재형성함으로써 극복될 수 있다고 말이다. 이것은 내담자를 회귀시킴으로써 이루어지는데 새로운 경험들에 상처받기 쉬운 마음 상태로의 회귀인데, 교류 분석 이론에서 어린 자아 상태라고 불리는 상태 말이다. 일단 내담자가 어린 자아 상태에 들어가면, 상담자는 내담자의 부모 역할을 담당하고 내담자를 치유적으로 재양육하려고 시도한다. 상담자에 의한 재양육의 기본적 내용은 더 긍정적이어야 하고 더 건강한 성인 자아 상태를 촉발하는 쪽으로 내담자에게 영향을 미쳐야 하고, 그리하여 재양육은 궁극적으로 정신적 문제들을 없애는데 내담자가 재양육 요법 이전에 경험했을지도 모르는 문제 말이다.

### 방법들
재양육의 아주 다양한 형태들 때문에, 각각의 상담자는 내담자들을 상담할 때 다양한 방법들을 선택할지도 모른다. 하지만, 재양육 이론의 바탕이 되는 기제는 일반적으로 합의된다. 전형적으로, 재양육은 시작하는데 내담자의 아이 자아 상태로의 회귀로 말이다. 상담자는 역할을 함으로써 이것을 수행하는데 그 역할은 젖병 물리기, 무릎 베개, 그리고 다른 기술들 같은 아이 양육 행동에 있어서의 역할인데 그 역할에서 내담자는 의식적으로 어린 아이의 신체적 상태와 행동을 취한다. 이러한 행동들은 또한 내담자의 신뢰를 얻을 것인데 그 남자 혹은 그 여자의 새로운 부모로서의 상담자에 대한 신뢰 말이다. 일단 이상적인 친밀함의 수준이 이루어지면, 내담자의 부정적 사고 방식을 수정하는 말을 상담자가 결국 하는 것으로 나아갈 수 있는데 이야기 들려주기, 상담하기, 혹은 부모 아이 관계에서 적절한 다른 의사소통 형태에 의해서 말이다.

### 재양육 형태

#### 완전한 회귀
재키 리 쉬프에 의해 만들어지면서, 이러한 형태의 재양육은 첫 형태의 요법이었는데 교류 분석 이론에 기반해 만들어진 요법 말이다. 전형적으로, 내담자는 상담자와 생활하는데 시설에서 수년 동안 말이다. 이 시간 동안에, 내담자는 완전히 집중되는데 그 남자나 그 여자의 어린 시절을 다시 지내는 것에 말이다. 상담자는 모든 보살핌과 양육을 수행하는데 내담자의 부모 자아 상태를 완전히 수정하는 목표를 가지고 말이다. 완전한 회귀 재양육은 ‘명상Cathexis 시설’과 관련된 것으로 잘 알려져 있는데, 재키 리 쉬프에 의해 창립된 시설 말이다.

#### 시간 제한 회귀
토마스 윌슨은 시간 제한 회귀 재양육을 창안했는데 조현병 환자를 치료하는 목적으로 말이다. 하지만 쉬프의 요법과는 달리, 내담자는 단지 요구되었는데 상담자와의 다섯 번의 두시간짜리 상담에 참여하는 요구였는데 상담자와 생활하는 대신에 말이다. 양육은 또한 더 강력하고 더 구조화되는데 완전 회귀 재양육보다 말이다.

#### 부분 재양육
부분 재양육은 러셀 오스네스에 의해 창안되었다.쉬프의 완전 회귀 재양육보다 덜 시간 집중적이기도 한 것에 덧붙여서, 오스네스의 재양육 형태는 상처를 입은 내담자들에게 더 많은 중점을 두는데 어린 시절에 보통의 욕구 불만에 의한 것보다는 특정한 경험과 사건에 의한 상처 말이다.

#### 자기 재양육
자기 재양육은 뮤리엘 제임스에 의해 창안되었다. 이전의 재양육 형태들과 달리, 제임스의 재양육 형태는 시도하지 않았는데 내담자의 부모 자아 상태를 완전히 대체하는 것을 말이다. 대신에, 요법은 긍정적 측면을 환기시키는데 이미 내담자의 자아에 나타나있는 측면 말이다. 내담자는 또한 치유 과정에서 주도적인 행위자인데 상담자 대신에 말이다.

#### 델 카살레의 방식
델 카살레에 의해 창안되어서, 이런 재양육의 형태는, 윌슨의 시간 제한 회귀 재양육처럼, 조현병 환자에 대한 치료에 대부분 중점을 두었다. 하지만 쉬프와 윌슨 두 사람과 달리, 카살레는 주장하는데 상담자는 내담자에 대한 부모의 역할을 하지 않는다고 말이다. 대신에, 델 카살레는 내담자의 실제 부모들로 하여금 되도록 했는데 상담에 능동적 참여자가 되도록 말이다. 델 카살레는 이 모형의 기반을 잡는데 내담자의 부모 자아 상태의 일부분은 여전히 건강하다는 믿음, 그리고 좋지 않은 양육은 부모의 탓이 아니라, 부모와 아이 간의 충분치 않은 의사소통의 탓이라는 믿음에의 기반 말이다.

### 효과

#### 클라인 사례
데이빗 클라인 박사는 쉬프의 완전 회귀 재양육을 실행했고 명상Cathexis 시설의 직원이었다. 그의 가장 유명한 내담자들 중에 한 어린 소녀가 있었는데 그 소녀는 심각한 신경성 식욕부진증으로 진단받았다. 클라인 박사는 이론을 만들었는데 그것은 그 환자의 식욕부진증이 그녀의 어머니의 엄격한 기대 때문이라는 것이었다. 재양육은 그러고나서 누그러뜨리는데 사용되었는데 환자의 어머니의 양육 방식의 부정적 영향을 말이다. 환자에 따르면, 상담은 성공이었고, 그녀는 이제 더 자신있게 생활하는데 그녀의 상담자의 재양육에 의해 제시된 그녀의 이미지로 말이다.

#### 생화학
재키 리 쉬프는 생화학적 증거를 얻기 위해 연구를 수행했는데 재양육의 조현병 환자에의 영향에 대한 증거 말이다. 쉬프는 관찰을 이 연구의 기반으로 삼았는데 그 관찰은 조현병을 가진 사람들이 낮은 수준의 트립토판 재흡수율을 가지는 경향이 있다는 것이었다. 연구에서, 조현병으로 진단받은 스무 명의 환자들은 세 집단들로 나누어졌다: 명상 시설에서 재양육 상담을 받고 있는 집단, 라파옛 시설에서 개별 상담을 받고 있는 집단, 재양육 상담을 받고 있지 않았던 통제 집단. 결과는 보여주는데 커세식스 그리고 라파옛 시설에서 재양육 상담을 받고 있는 대상자들은 각각 3.32 그리고 3.75의 평균 트립토판 재흡수율을 가졌다고 말이다. 통제 집단은 2.13의 집단 평균을 가졌다. 수치는 보여주는데 재양육을 받았던 대상자들은 실험의 마지막에 상당히 높은 트립토판 재흡수율을 가졌다고 말이다.

#### 자신감
릴리안 엠 위싱크는 연구를 수행했는데 그 연구는 자기 재양육의 자신감에의 영향을 확인하는 것이었다. 대상자인 사람들은 두 집단들로 나뉘었는데, 10명으로 구성된 실험 집단과, 12명으로 구성된 통제 집단이었다. 표본 집단은 농촌 대학에서 온 학생들과 교직원들로 구성되었고, 오직 실험 집단만 자기 재양육 상담을 받았다. 대상자들은 질문지를 받았는데 그 질문지는 상담 전후에 그들의 자신감 수준을 측정하기 위한 것이었다. 자기 재양육을 받은 대상자들은 상당히 높아진 자신감 수준을 가졌지만 통제 집단은 낮아진 자신감 수준을 가졌다는 것을 결과는 보여주었다.

#### 범죄 재활
글로리아 노리에가라는 이름의 심리학자는 교도소의 여성 범죄자들에의 자기 재양육의 효과를 분석하는 연구를 수행했는데, 그들은 11살과 18살 사이의 나이였다. 그 연구에서, 모든 대상자들은 이론을 뒷받침하기 위해서 정확히 같은 상담을 받았는데 그 이론은 자기 재양육의 효과는 완벽하게 반복될 수 있다는 것이었다. 결과에 따르면, 28명의 대상자들 중 27명이 작아진 공격성을, 줄어든 부모와의 마찰을, 커진 성취 동기를, 그리고 커진 자신감을 나타냈는데 그들이 상담 전에 어땠는지와 비교해서 말이다. 변화를 보이지 않았던 대상자는 약물 남용자였고 연구자들은 더 개별화된 상담이 필요하다고 결론내렸다.

### 논쟁

#### 용어론과 정의
비록 재양육이 광범위하게 실행되지만, 실행하는 사람들 사이에서 정해진 용어론 체계는 없다. 더불어서, 일반적으로 사용되는 용어들의 정의는 실행하는 사람들 사이에서 뜻이 다양하다. 이 두가지 단점에 의해 만들어진 모호함은 오해의 위험을 만드는데 상담 동안에 상담자와 내담자 사이의 오해 말이다. 내담자는 또한 정보를 완전히 이해하지 못할지도 모르는데 상담을 시작하거나 끝낼 때 그들과 공유된 정보 말이다.

#### 상담자 내담자 관계
재양육의 천성은 자주 상담자로 하여금 내담자와 가까운 관계를 만들도록 요구한다. 경계를 설정하는 규정은 없는데 상담자가 할 수 있고 없는 것에 대해서 말이다. 자주, 취할 행동 계획을 결정하는 것은 상담자의 몫인데 상담 동안에 고민이 생겼을 때 말이다.

#### 준거의 틀
성공을 객관적으로 결정하는 방법은 없는데 재양육 상담 후에 내담자의 부모 자아 상태를 완전히 대체하는데 있어서의 성공 말이다. 내담자는 오직 내담자의 주관적인 진술에만 의존할 수 있는데, 그것은 결과에 대한 상담자의 견해와 충돌할지도 모른다. 이런 충돌은 상담이 실제로 성공했는지 질문하는 것으로 이어지는데 부모 자아 상태를 수정하는데 있어서 말이다.

#### 추적 관찰
이 문제는 특히 완전 회귀 재양육에 있어서 뚜렷하다. 상담의 내담자들은 완전히 환경에 빠져드는데 아이 자아 상태로의 회귀를 촉발하는 환경 말이다. 하지만, 내담자가 수개월 혹은 수년을 보낼지도 모르는 이 시간 동안에, 내담자는 상담자와 시설의 결정에 내맡겨진다.

#### 과학적 효과
비록 일부 연구들이 재양육의 효과를 시험하기 위해 행해져왔지만, 통계학적으로 참고할 수 있는 성과있는 연구들의 숫자는 적다. 일부 연구들은 기제를 확실하게 하려고 혹은 인기를 떨어뜨리는 재양육의 다양한 결과들을 감추려고 시도한다.